# Gallegos del Pan
Gallegos del Pan est une municipalité espagnole de la communauté autonome de Castille-et-León et de la province de Zamora. En 2024, elle comptait 116 habitants.

## Géographie
Gallegos del Pan se situe à environ 18 km à l'est-nord-est de Zamora , sur le plateau castillan, à une altitude d'environ 695 m.

## Climat
Le climat y est plutôt froid en hiver, mais chaud en été ; les faibles précipitations (environ 429 mm/an) sont réparties tout au long de l'année

## Développement démographique
| Année      | 1970 | 1981 | 1991 | 2001 | 2011 | 2021 | 2024 |
| Population | 280  | 242  | 209  | 162  | 141  | 109  | 116  |

Le déclin démographique important de la seconde moitié du XXe siècle est principalement dû à la mécanisation de l’agriculture et à la perte d’emplois et l'exode rural qui en découle.